# Nive des Aldudes
Pour les articles homonymes, voir Aldudes.
La Nive des Aldudes est un cours d'eau pyrénéen, affluent de la Nive, du département des Pyrénées-Atlantiques, en France. Il arrose la province basque historique de Basse-Navarre.
À Saint-Étienne-de-Baïgorry elle devient la Nive de Baïgorry.
La Nive des Aldudes naît en Navarre au pied du Mendi Haundia (1 232 m). Elle se renforce des sources d'Ithurri handi au pied du Harriondoko kaskoa (841 m), puis s'écoule au nord dans la vallée de Baïgorry pour confluer dans la Nive à Saint-Martin-d'Arrossa, à 110 m d'altitude.

## Histoire
La vallée supérieure fut l'enjeu de luttes épiques entre les habitants de Saint-Étienne-de-Baïgorry et ceux du val d'Erro en Espagne. Un traité signé à Bayonne, en 1856, fixa le partage définitif : les habitants de la vallée française eurent le jouissance des pâturages en territoire espagnol.

## Communes traversées
- Navarre : Auritz
- Pyrénées-Atlantiques / Basse-Navarre : Urepel, Aldudes, Banca, Saint-Étienne-de-Baïgorry, Saint-Martin-d'Arrossa.

## Principaux affluents
Abréviations : (G) ou (rg) Affluent rive gauche ; (D) ou (rd) Affluent rive droite ; (CP) Cours principal, signale le nom donné à une partie du cours d'eau prise en compte dans le calcul de sa longueur.
zone 1 :
- (G) Imiliztegiko erreka / Inbeleztegiko erreka, 3.8 km, de l'Iturrunburu (1 332 m)

zone 2 :
- (D) Etxemendiko erreka, 2.9 km, à Urepel
- (G) Lohitzeko erreka (3.7 km en France), de l'Okoro (1 259 m) en pays de Quint
- (G) Labiarringo erreka, 2.9 km
- (G) Ur beltxa, 4.2 km, d'Abraku (Les Aldudes)

zone 3 :
- (D) Uharrea > lou Hayra, 13 km, du Lindus (1 220 m)
  - (D) Legartzuko erreka, 4.2 km, d'Arrolakoharria

zone 4 :
- (D) Beletxiko erreka, 3.9 km, d'Arrolako Harria (1 060 m)
- (G) Bihuntzegiko erreka, 5.3 km, du col d'Elhorrieta
- (G) Nekaitzeko erreka, 5.8 km, de Nekaitzeko lepoa
- (G) Leizpartzeko erreka, 4.4 km, de Buztanzelaï
- (D) Aparraineko erreka, 3.7 km,

zone 5 :
- (D) Germietako erreka, 6.8 km,  d'Urdantzea (933 m)
- (G) Zahaztoiko erreka, 5.2 km

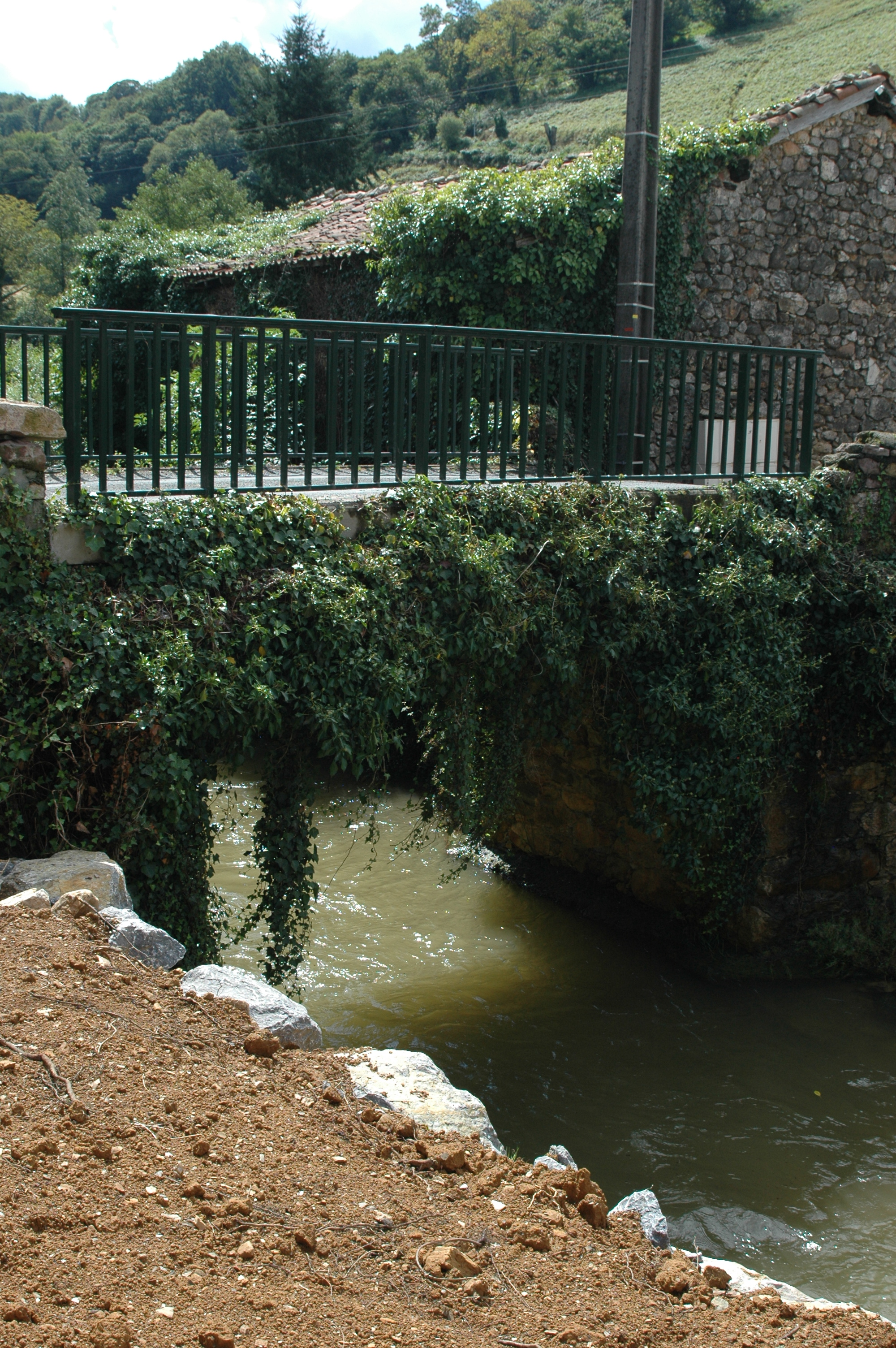
Urepel, pont sur la Nive des Aldudes
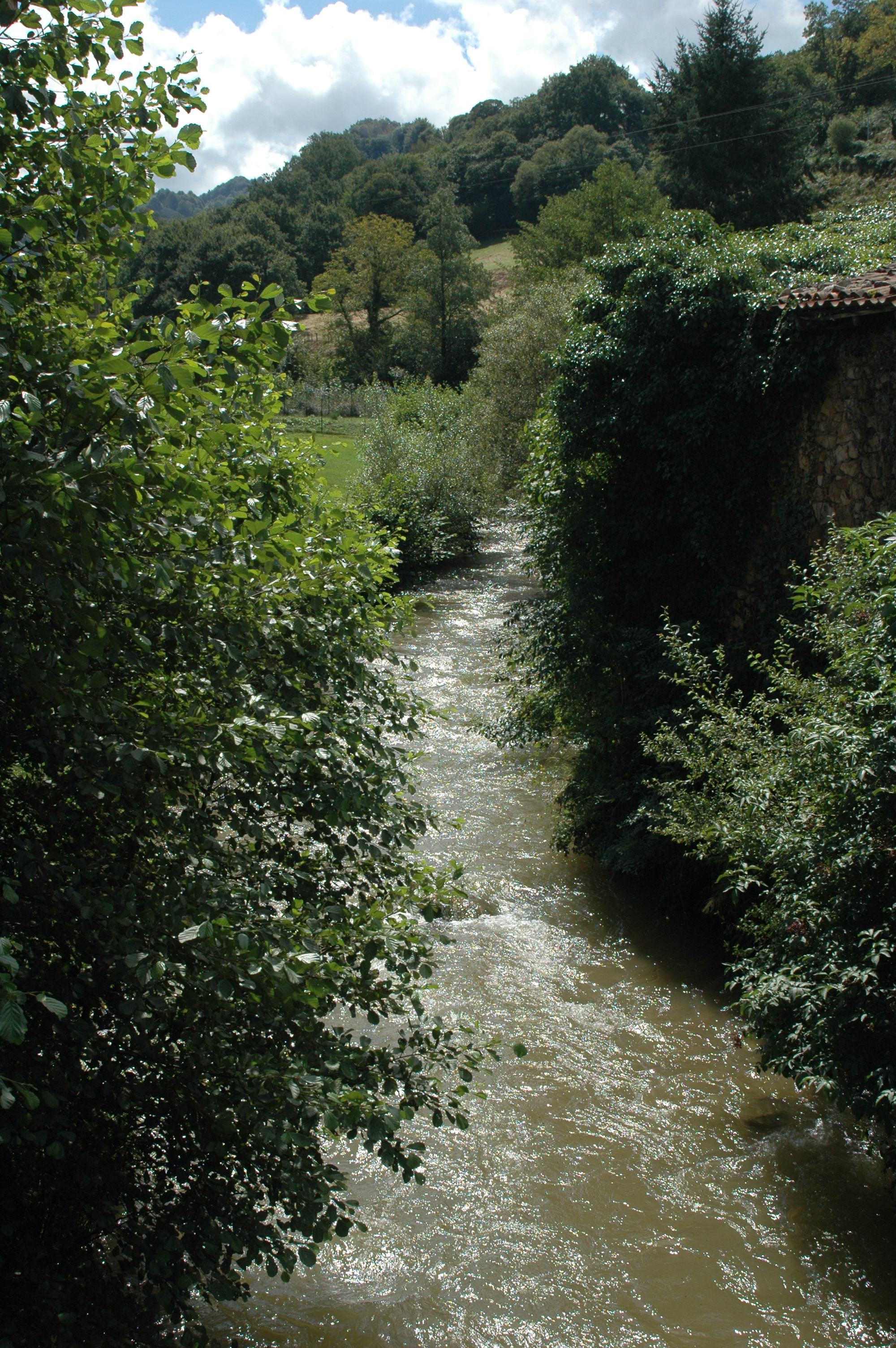
La Nive des Aldudes à Urepel